# Alpha Camelopardalis
α Camelopardalis (Alpha Camelopardalis, kurz  α Cam) ist mit einer scheinbaren Helligkeit von 4,29m der dritthellste Stern des Sternbildes Giraffe (lateinisch Camelopardalis). Die beiden hellsten Sterne dieses Sternbilds sind β Camelopardalis (4,03m) und CS Camelopardalis (4,19m bis 4,23m). Die relativ große Entfernung von α Camelopardalis zur Erde beträgt nach neuen, im Dezember 2020 veröffentlichten Auswertungen der Messergebnisse der Raumsonde Gaia etwa 5500 Lichtjahre. Zu einem ähnlichen Resultat, nämlich einer Entfernung von circa 6300 Lichtjahren, führte bereits die 2007 vorgestellte Validierung der Messwerte der Vorgängermission Hipparcos.
Der Stern ist ein leuchtkräftiger bläulich-weiß strahlender Überriese der Spektralklasse O9 Ia. Er besitzt eine hohe Oberflächentemperatur von 30.000 K sowie etwa 31 Sonnenmassen und erscheint nur aufgrund seiner großen Entfernung dem bloßen Auge als lichtschwaches Objekt. Außerdem verdunkelt auch zwischen der Erde und α Camelopardalis gelegener interstellarer Staub den Stern um etwa eine Größenklasse. Die 1961 aufgestellte Theorie, dass α Camelopardalis ein aus dem offenen Sternhaufen NGC 1502 herausgeschleuderter Runaway-Stern sei, ist laut dem Astronomen Jim Kaler aufgrund neuerer Beobachtungen unwahrscheinlich. Auch die 1968 aufgestellte These, dass α Camelopardalis ein spektroskopischer Doppelstern sei, der von einem Begleitstern in etwas mehr als drei Tagen umrundet werde, ließ sich durch spätere Beobachtungen nicht erhärten. Vielmehr wurde in einer 2006 durchgeführten Studie die Variabilität des Sternspektrums eher auf Änderungen in der Atmosphäre oder des Sternwinds zurückgeführt. Ursache hierfür könnten nichtradiale Pulsationen sein.
Die Absorptionslinien im optischen Spektrum zeigen Änderungen der Radialgeschwindigkeit, obwohl deren Periode nur sehr ungenau ermittelt werden kann; Schätzungen reichen von 0,36 bis 2,93 Tagen. Der Sternwind ist nicht kontinuierlich und gleichförmig, sondern zeigt Klumpenbildung. Der etwa 2 Millionen Jahre alte Stern verliert aufgrund seines starken Sternwinds ungefähr 6 × 10−6 Sonnenmassen pro Jahr und wird als Supernova explodieren.